# Imob Business Tower
El Imob Business Tower es un edificio de oficinas de 145 m de altura ubicado en la calle Major Kanhangulo, en el centro de la ciudad de Luanda, la capital de Angola. El rascacielos de 35 plantas tiene una superficie de 16.760 m² y fue construido entre 2013 y 2018. Desde 2020 es el edificio más alto del país. Fue construido por la constructora portuguesa Mota-Engil por alrededor de 40 millones de dólares. El lote de construcción fue valorado en 6,8 millones. Se planeó como la nueva sede del Ministerio de Finanzas.

## Controversia
La gestión del edificio ha estado rodeada de acusaciones de corrupción y de conflictos de intereses. En septiembre de 2014, el presidente José Eduardo dos Santos ordenó al Ministerio de Hacienda comprar el edificio por 115,46 millones de dólares mediante un decreto presidencial.
El cliente era IMOB ANGOLA-Empreendimentos Imobiliários, Limitada, propiedad de Mayra Isungi Campos Costa dos Santos (la esposa del hijo de Dos Santos), y de un empresario brasileño llamado Valdomiro Minoru Dondo.
En junio de 2016, se presentó ante la Fiscalía de Angola una solicitud de investigación contra el presidente por abusar de su poder a favor de la empresa de su nuera.